# Saint-Loup, Allier
Saint-Loup là một xã ở tỉnh Allier thuộc miền trung nước Pháp.